# Соколов, Василий Павлович (военачальник)
Василий Павлович Соколов (4 [17] июля 1902, Сычёвский уезд, Смоленская губерния — 7 января 1958, Воронеж) — советский военачальник, участник Советско-финской и Великой Отечественной войн, гвардии генерал-майор (1943). Герой Советского Союза (1945).

## Начальная биография
Родился 4 (17) июля 1902 года в селе Каменец ныне Холм-Жирковского района Смоленской области в семье крестьянина. В детстве с семьёй жил в деревне Нивки. Окончил церковно-приходскую и Холмовскую сельскую двухклассную школы. Работал рассыльным в oблисполкоме, а с 1920 года — чернорабочим в Белом и одновременно учился в вечернем сельскохозяйственном техникуме, который окончил в 1924 году.

## Довоенная служба
В октябре 1924 года был призван в Красную Армию. Служил в 22-м стрелковом полку 8-й стрелковой дивизии Белорусского военного округа, который дислоцировался в Бобруйске. Там окончил команду одногодичников в 1925 году и служил младшим командиром сверхсрочной службы. В сентябре 1926 года уволен в запас.
Работал в органах милиции города Черепаново Западно-Сибирского края (ныне в Новосибирской области): старший милиционер, начальник уголовного розыска, помощник начальника районного отделения милиции. С мая 1929 года работал инспектором подотдела милиции в Томском окружном административном отделе. Одновременно с 1930 года учился на физико-математическом факультете Томского государственного университета.
Учась на третьем курсе университета, Соколов в январе 1932 года повторно был призван в Красную армию. Служил в 78-й стрелковой дивизии Сибирского военного округа (Томск): командир взвода 232-го стрелкового полка, с июля 1933 — начальник 4-го отделения штаба дивизии, с января 1935 — начальник штаба батальона 232-го стрелкового полка. В августе 1935 года был переведён на Дальний Восток в 313-й стрелковый полк 105-й стрелковой дивизии Особой Краснознамённой Дальневосточной армии, где продолжил службу помощника начальника штаба полка, командир разведроты полка. В сентябре 1937 года был направлен учиться в академию.
В 1939 году окончил Военную академию РККА имени М. В. Фрунзе. С ноября 1939 года — начальник разведывательного отдела штаба 51-й стрелковой дивизии Одесского военного округа. В январе 1940 года дивизия в полном составе была направлена на фронт советско-финской войны, где в составе 50-го стрелкового корпуса и 10-го стрелкового корпуса 7-й армии Северо-Западного фронта участвовала в прорыве «Линии Маннергейма». За боевые отличия на этой войне капитан В. П. Соколов получил свою первую награду — орден Красной Звезды.
В 1939 году вступил в ВКП(б).
В апреле 1940 года дивизия вернулась в места постоянной дислокации, а в июне-июле 1940 года принимала участие в Бессарабском походе РККА. В нём Соколов участвовал уже в должности начальника оперативного отделения штаба дивизии (стал им в июне 1940 года). С мая 1941 года — начальник оперативного отделения штаба 3-го воздушно-десантного корпуса, который начал формироваться в городе Первомайск.

## Великая Отечественная война
С июня 1941 года майор В. П. Соколов воевал на фронтах Великой Отечественной войны. Встретив начало войны в прежней должности, в августе Соколов назначен на должность начальника штаба 3-го воздушно-десантного корпуса. Корпус был переброшен на Юго-Западный фронт и уже с 3 июля 1941 года под командованием генерал-майор В. А. Глазунова участвовал в Киевской оборонительной операции, в том числе в тяжелых оборонительных боях в пригородах Киева, где немецкое наступление удалось остановить на 2 месяца.
В ноябре 1941 года майор Соколов назначен командиром 283-го стрелкового полка 87-й стрелковой дивизии Юго-Западного фронта. За отличия в декабрьских боях в районе города Тим 19 января 1942 года 87-я стрелковая дивизия была преобразована в 13-ю гвардейскую стрелковую дивизию, а 283-й полк 4 марта 1942 года также получил гвардейское звание и новый номер — 42-й гвардейский стрелковый полк.
В марте 1942 года был назначен на должность командира 45-й стрелковой дивизии. В начале Воронежско-Ворошиловградской оборонительной операции дивизия попала в окружение на Брянском фронте, где сражалась около трёх недель. К 20 июля 1942 года дивизия вышла из окружения и была выведена в резерв. В середине октября 1942 года дивизия под командованием Соколова была передана в состав 62-й армии Сталинградского фронта и до начала февраля 1943 года вела боевые действия непосредственно в Сталинграде. За проявленные в боях за отечество отвагу, дисциплинированность, организованность и героизм личного состава дивизия была преобразована в 74-ю гвардейскую стрелковую дивизию, а её командиру В. П. Соколову присвоено звание «генерал-майор». После пополнения вместе с 8-й гвардейской армией (бывшая 62-я армия) в мае 1943 года дивизия прибыла на Юго-Западный фронт, где участвовала в Изюм-Барвенковской и Донбасской наступательных операциях. В бою у Барвенково 9 сентября 1943 года был тяжело ранен.
С декабря 1943 года командовал 60-й гвардейской стрелковой дивизией. Дивизия воевала в составе 6-й армии 3-го Украинского фронта, в конце марта 1944 года передана в 46-ю армию, в начале мая 1944 года — в состав 5-й ударной армии этого фронта. В этой армии дивизия воевала до Победы. Там она участвовала в Никопольско-Криворожской, Березнеговато-Снигирёвской, Одесской и Ясско-Кишинёвской операциях. В ноябре 1944 года дивизия вместе в армией была передана на 1-й Белорусский фронт.
Командир 60-й гвардейской стрелковой дивизии (32-й стрелковый корпус, 5-я ударная армия, 1-й Белорусский фронт) гвардии генерал-майор В. П. Соколов особо отличился в ходе Висло-Одерской наступательной операции. 14 января 1945 года дивизия прорвала оборону противника против магнушевского плацдарма на Висле, начала наступление на запад и форсировала реку Пилица. При этом было уничтожено 1870 солдат и офицеров противника, ещё 124 захвачены в плен. Уничтожено 8 артиллерийских орудий, 19 миномётов, много иного вооружения. За последующие пятнадцать дней наступления дивизия прошла с боями 570 километров и с ходу форсировала Одер. В ходе ожесточённых боёв дивизия отбила десятки контратак противника, а также закрепилась на кюстринском плацдарме.
Указом Президиума Верховного Совета СССР от 29 мая 1945 года «за образцовое выполнение боевых заданий Командования на фронте борьбы с немецкими захватчиками и достигнутые при этом успехи» гвардии генерал-майору Василию Павловичу Соколову присвоено звание Героя Советского Союза с вручением ордена Ленина и медали «Золотая Звезда».
16 апреля 1945 года дивизия под командованием Соколова начала наступление на Берлин, в ходе которого овладела более чем 40 крупными населёнными пунктами. Генерал-майор Соколов умело руководил дивизией, показывал высокие образцы воинского мастерства, личного мужества и отваги. За Берлинскую операцию дивизия награждена орденом Суворова 2-й степени.
За время войны Соколов был пять раз упомянут в благодарственных в приказах Верховного Главнокомандующего.

## Послевоенная биография
После войны продолжал командовать этой же дивизией, которая до своего расформирования в декабре 1946 года входила в состав Группы советских оккупационных войск в Германии. С марта 1947 года — начальник военного управления Советской военной администрации в Германии. С ноября 1948 по май 1949 года — начальник отдела боевой подготовки — заместитель начальника Управления комендантской службы и боевой подготовки Советской военной администрации в Германии. Затем направлен на учёбу.
В 1950 году окончил Высшие академические курсы при Высшей военной академии имени К. Е. Ворошилова. С июня 1950 года — командир 45-й гвардейской стрелковой дивизии. С октября 1952 года находился в распоряжении Главнокомандующего Группой советских оккупационных войск в Германии. С сентября 1953 — старший советник начальника территориального управления Казарменной народной полиции Германской Демократической Республики. В марте 1956 года генерал-майор В. П. Соколов уволен в отставку.
Жил в Воронеже, где скоропостижно скончался 7 января 1958 года. Похоронен на Коминтерновском кладбище.

## Награды
- Герой Советского Союза (29.05.1945, медаль «Золотая Звезда» № 5834)[4];
- три ордена Ленина (6.04.1945[6], 29.05.1945[4], 13.06.1952[7]);
- три ордена Красного Знамени (5.11.1941[8], 22.02.1943[9], 20.06.1949[7]);
- орден Суворова II степени (26.10.1943)[10];
- орден Кутузова II степени (13.09.1944)[11];
- орден Богдана Хмельницкого II степени (19.03.1944)[12];
- два ордена Красной Звезды (7.04.1940[2][7], 30.04.1945[13]);
- медаль «За боевые заслуги» (3.11.1944)[14];
- медаль «За оборону Сталинграда»;
- медаль «За взятие Берлина»;
- другие медали СССР;

Других государств
- орден «Крест Грюнвальда» 3-го класса (ПНР);
- орден Заслуг перед Отечеством (ГДР);
- боевой орден «За заслуги перед народом и Отечеством» Серебро (ГДР)[15];
- медали иностранных государств.